# Euxoa compressipennis
Euxoa compressipennis är en fjärilsart som beskrevs av Smith 1900. Euxoa compressipennis ingår i släktet Euxoa och familjen nattflyn. Inga underarter finns listade i Catalogue of Life.